# Sarah Stevenson
Sarah Diana Stevenson (Doncaster, 30 de marzo de 1983) es una deportista británica que compitió en taekwondo. 
Participó en cuatro Juegos Olímpicos de Verano, entre los años 2000 y 2012, obteniendo una medalla de bronce en Pekín 2008, en la categoría de +67 kg. Ganó tres medallas en el Campeonato Mundial de Taekwondo entre los años 2001 y 2011, y cinco medallas en el Campeonato Europeo de Taekwondo entre los años 2002 y 2010.

## Palmarés internacional
| Juegos Olímpicos   | Juegos Olímpicos         | Juegos Olímpicos  | Juegos Olímpicos |
| Año                | Lugar                    | Medalla           | Categoría        |
| ------------------ | ------------------------ | ----------------- | ---------------- |
| 2008               | Pekín (China)            | Medalla de bronce | +67 kg           |
| Campeonato Mundial |                          |                   |                  |
| Año                | Lugar                    | Medalla           | Categoría        |
| 2001               | Jeju (Corea del Sur)     | Medalla de oro    | –72 kg           |
| 2005               | Madrid (España)          | Medalla de plata  | –72 kg           |
| 2011               | Gyeongju (Corea del Sur) | Medalla de oro    | –67 kg           |
| Campeonato Europeo |                          |                   |                  |
| Año                | Lugar                    | Medalla           | Categoría        |
| 2002               | Samsun (Turquía)         | Medalla de plata  | –72 kg           |
| 2004               | Lillehammer (Noruega)    | Medalla de plata  | +72 kg           |
| 2005               | Riga (Letonia)           | Medalla de oro    | –72 kg           |
| 2006               | Bonn (Alemania)          | Medalla de oro    | –72 kg           |
| 2010               | San Petersburgo (Rusia)  | Medalla de oro    | –67 kg           |